# Gobiodon citrinus
Gobiodon citrinus là một loài cá biển thuộc chi Gobiodon trong họ Cá bống trắng. Loài này được mô tả lần đầu tiên vào năm 1838.

## Từ nguyên
Tính từ định danh citrinus trong tiếng Latinh có nghĩa là “giống cam chanh”), hàm ý đề cập đến màu sắc vàng tươi của loài cá này.

## Phân bố và môi trường sống
Từ Biển Đỏ dọc theo Đông Phi, G. citrinus có phân bố trải dài về phía đông đến quần đảo Australes, ngược lên phía bắc tới Nam Nhật Bản, xa về phía nam đến Úc và Nouvelle-Calédonie. Ở Việt Nam, G. citrinus được ghi nhận tại vịnh Nha Trang, Ninh Thuận, và quần đảo Trường Sa.
G. citrinus sống hội sinh với các loài san hô tán lớn thuộc chi Acropora, được tìm thấy ở độ sâu đến ít nhất là 25 m.

## Tình trạng phân loại
Bằng chứng phát sinh chủng loại học của Herler và cộng sự (2013) cho thấy, khoảng cách di truyền giữa quần thể G. citrinus Biển Đỏ và Tây Thái Bình Dương cách nhau hơn 3%. Loài tổ tiên của G. citrinus và nhóm chị em của nó đã phát triển từ thế Miocen muộn, sớm nhất trong chi Gobiodon.

## Mô tả
Chiều dài lớn nhất được ghi nhận ở G. citrinus là 6,6 m. Loài này có màu vàng với hai sọc trắng xanh xuyên qua mắt; cặp sọc xanh thứ hai ở phía sau đầu (ở giữa hai sọc là đốm đen trên nắp mang). Một sọc trắng xanh khác dọc gốc vây lưng.
Số gai vây lưng: 7; Số tia vây lưng: 9–11; Số gai vây hậu môn: 1; Số tia vây hậu môn: 9.

## Sinh thái
Thức ăn của G. citrinus là các loài thủy sinh không xương sống nhỏ và động vật phù du. Chúng có thể tiết ra chất nhầy mang độc tố.

## Thương mại
G. citrinus được đánh bắt thương mại trong ngành buôn bán cá cảnh và được bán với giá khoảng 0,5–2 USD một con. Loài này phát triển được trong điều kiện nuôi nhốt.